# Willem Matthias van der Scheer
Willem Matthias van der Scheer (Abbenbroek, 27 december 1882 – Haren, 10 september 1957) was hoogleraar in de psychiatrie en neurologie aan de Universiteit Groningen.

## Loopbaan
Van der Scheer doorliep het gymnasium te Tiel, studeerde aan de Universiteit van Amsterdam en werd arts in 1907. Hij was gedurende twee jaar assistent van professor Cornelis Winkler en werd in 1909 benoemd tot geneesheer aan het gesticht Meerenberg. In 1912 verwierf Van der Scheer de doctorsgraad. Hij maakte deel uit van de redactie van de bladen voor Psychologie en Neurologie en was secretaris van de voordrachtsvergaderingen van de Nederlandse Vereniging voor Psychiatrie en Neurologie. Van zijn hand verschenen vele belangrijke wetenschappelijke werken.
In 1916 werd Van der Scheer benoemd tot inspecteur van het staatstoezicht op krankzinnigen en krankzinnigengestichten in Nederland. Rijksgestichten waren er toen in Medemblik en Grave gevestigd, terwijl zich bovendien in Nederland nog verschillende bijzondere gestichten bevonden waaraan speciale geneeskundigen verbonden waren. Van der Scheer was tegen separeren van patiënten en vond dat men deze patiënten, hoe onrustig ook, op de eigen verantwoordelijkheid moest aanspreken en bij voorkeur werk moest bieden. Hooguit mocht een verpleegster een zeer onrustige patiënt die het zitten op zaal tussen andere mensen niet meer uithield een paar minuten afzonderen, als de rest van de aanwezigen te veel last van zo iemand had.
Van der Scheer werd later benoemd tot hoogleraar te Groningen maar weigerde in de oorlog college te geven als niet alle studenten daaraan deel mochten nemen. Zijn echtgenote werd hierop het huis uit gezet, haar huishouden werd geplunderd en zij overleed vlak daarna. Van der Scheer zelf stierf in 1957.
- Gemeinsame Normdatei: 1055420525
- International Standard Name Identifier: 0000 0003 9748 0575
- Nationale Bibliotheek van Tsjechië: xx0256293
- Nederlandse Thesaurus van Auteursnamen: 070552657
- Virtual International Authority File: 24997941
- WorldCat: E39PBJtMv8kgDKDyXxFMVGyyBP

1. ↑  Online Begraafplaatsen; Online Begraafplaatsen-identificatiecode voor persoon: 2259734; genoemd als: Willem Matthias van der Scheer; geraadpleegd op: 21 september 2021.